# Shantsa
Shantsa Dzong, Chinees: Xainza Xian is een arrondissement in de prefectuur Nagchu in de Tibetaanse Autonome Regio, China.
Het heeft een oppervlakte van 25.546 km² en in 2003 telde het 16.487 inwoners. De gemiddelde hoogte is 6444 meter. De gemiddelde jaarlijkse temperatuur is 0,4 °C en jaarlijks valt er gemiddeld 298,6 mm neerslag.
In Shantsa is een natuurreservaat met rond 120 verschillende vogelsoorten.